# Downtown (serie animata)
Downtown, anche noto come MTV's Downtown, è una serie televisiva animata statunitense del 1999, creata da Chris Prynoski. La serie segue un cast vario e multirazziale che vive a New York e presenta le loro vite quotidiane.
La serie è stata trasmessa per la prima volta negli Stati Uniti su MTV dal 3 agosto all'8 novembre 1999, per un totale di 13 episodi ripartiti su una stagione. In Italia la serie è stata trasmessa su MTV dal 2 novembre 1999 al 1º febbraio 2000, mentre sono state mandate in onda repliche fino al 2 aprile 2000.
Nel 2000, Downtown venne candidato ai Primetime Emmy Awards come miglior programma animato per l'episodio Prima e dopo.

## Episodi
| nº | Titolo originale | Titolo italiano       | Prima TV USA      | Prima TV Italia  |
| -- | ---------------- | --------------------- | ----------------- | ---------------- |
| 1  | Sin Bin          | Il nuovo appartamento | 3 agosto 1999     | 2 novembre 1999  |
| 2  | Train Pain       | Gara di velocità      | 10 agosto 1999    | 9 novembre 1999  |
| 3  | Hot Spot         | Un posto molto trendy | 17 agosto 1999    | 16 novembre 1999 |
| 4  | Insomnia         | Insonnia              | 24 agosto 1999    | 23 novembre 1999 |
| 5  | The Con          | Il collezionista      | 31 agosto 1999    | 30 novembre 1999 |
| 6  | Graffiti         | Graffiti              | 7 settembre 1999  | 7 dicembre 1999  |
| 7  | Hotel Bar        | Una serata al bar     | 14 settembre 1999 | 14 dicembre 1999 |
| 8  | Limo             | La limousine          | 28 settembre 1999 | 21 dicembre 1999 |
| 9  | Testing          | Il test               | 5 ottobre 1999    | 4 gennaio 2000   |
| 10 | Night Shift      | Turno di notte        | 18 ottobre 1999   | 14 gennaio 2000  |
| 11 | Before and After | Prima e dopo          | 25 ottobre 1999   | 21 gennaio 2000  |
| 12 | Cropsey Clanners | La gita del terrore   | 1º novembre 1999  | 28 gennaio 2000  |
| 13 | Trip Or Treat    | Scherzi di Halloween  | 8 novembre 1999   | 1 febbraio 2000  |

## Personaggi e doppiatori
- Alex Hensen, voce originale di Gregory Gilmore.
- Chaka Hensen, voce originale di Leyora Zuberman.
- Fruity, voce originale di Marco H. Rodriguez.
- Scott "Capra", voce originale di Scot Rienecker.
- Jen, voce originale di Tammy Lang.
- Matt, voce originale di Hector Fontanez.
- Mecca, voce originale di Aurora Lucia-Levey.
- Serena, voce originale di Phoebe Summersquash.
- Leah, voce originale di Rosanna Plasencia.